# Вајсах им Тал
Вајсах им Тал (њем. Weissach im Tal) општина је у њемачкој савезној држави Баден-Виртемберг. Једно је од 31 општинског средишта округа Ремс-Мур. Према процјени из 2010. у општини је живјело 7.115 становника. Посједује регионалну шифру (AGS) 8119083.

## Географски и демографски подаци
Вајсах им Тал се налази у савезној држави Баден-Виртемберг у округу Ремс-Мур. Општина се налази на надморској висини од 265 метара. Површина општине износи 14,1 km². У самом мјесту је, према процјени из 2010. године, живјело 7.115 становника. Просјечна густина становништва износи 504 становника/km².

## Међународна сарадња
| Мјесто | Држава    | Врста сарадње | Од    |
| ------ | --------- | ------------- | ----- |
|        | Француска | партнерство   | 1989. |
| Извор  |           |               |       |